# Yngve Nilsson (musiker)
Yngve Sigurd Eugen Nilsson, född 24 oktober 1912 i Vännäs, död 23 november 1994 i Göteborg, var en svensk kompositör och musiker (trumpet).
Han har bland annat komponerat melodin "Ljuva minnen" som används i filmerna På liv och död och Tåg 56 (båda 1943).
Nilsson är gravsatt i minneslunden på Västra kyrkogården i Göteborg.

## Filmografi
- 1940 – Hennes melodi – trumpetare på Delmonico